# Johannes Schmid
Johannes Schmid, född 1973 i Vilsbiburg i Tyskland, är en svensk-tysk scen- och filmregissör och manusförfattare. Han är utbildad inom teater, film, litteratur och konsthistoria i München. Han har regisserat över 45 produktioner, bland annat på Malmö Stadsteater, Läckö Slotts Opera, Bayerisches Staatsschauspiel München, Deutsche Oper am Rhein Düsseldorf och Teatro alla Scala i Milano, samt sex flerfaldig prisbelönade spelfilmer, bland annat kärleksdramat Agnes (2016) efter en roman av den schweiziske författaren Peter Stamm och med filmmusik av Anna Ternheim. För barnfilmen Wintertochter fick han Tyska filmpriset i kategorin ”Bästa film för barn och ungdomar” (Bester programmfüllender Kinderfilm) 2012.  Dessutom översätter han svensk dramatik till tyska.